# Xumxú
Xumxú (en rus Шумшу́, en japonès 占守島, en ainu スㇺス) és l'illa més oriental i la segona més septentrional de les illes Kurils, que separa el mar d'Okhotsk de l'oceà Pacífic. El nom de l'illa deriva de l'ainu, que significa "illa bona".

## Geografia
Es troba a 2,5 quilòmetres de Paramuixir, de la qual la separa el Segon Estret de les Kurils. A tan sols 11 quilòmetres al nord hi ha el cap Lopatka, l'extrem sud de la península de Kamtxatka, del qual es troba separada pel Primer Estret de les Kurils. L'illa no té població permanent, ja que la sedentària s'ha traslladat a Paramuixir. Té forma ovalada, amb 28 km de llargada per 15 d'amplada, una superfície de 388 km² i una alçada màxima de 189 msnm.

## Història
Xumxú estava habitada pels ainus, que vivien de l'abundant pesca, mamífers marins i aus de la zona en el moment del contacte europeu. L'illa apareix en un mapa oficial dels territoris del domini Matsumae, un domini feudal del període Edo del Japó datat l'any 1644. La seva proximitat a la península de Kamtxatka va fer que fos la primera illa de les Kurils on van arribar els cosacs a començaments del segle XVIII. Se sap que els comerciants de pells russos van visitar l'illa el 1711 i 1713, i va ser des d'aquesta base que es van expandir gradualment cap a altres illes de la cadena i Sakhalín. Malgrat que Matsumae governava l'illa, va romandre fora del control japonès. La sobirania de l'Imperi Rus sobre Xumxú va ser confirmada pel Tractat de Shimoda el 1855. El 1875 la sobirania va ser transferida a l'Imperi japonès pel Tractat de Sant Petersburg juntament amb la resta de les illes Kurils.
Durant la Segona Guerra Mundial l'illa va arribar a tenir una guarnició de més de 24.500 homes que fou objecte d'atacs aeris esporàdics per part de l'exèrcit dels Estats Units amb base a les illes Aleutianes des de 1943 fins que l'emperador japonès Hirohito va anunciar la rendició del Japó el 15 d'agost de 1945. La Unió Soviètica va continuar les operacions de combat contra el Japó fins a principis de setembre de 1945 i el 18 d'agost de 1945 les forces soviètiques van desembarcar a Xumxú. Les operacions de combat van continuar fins al 23 d'agost de 1945, quan es van rendir els membres supervivents de la guarnició japonesa. El 1946 fou annexionada per la Unió Soviètica i inclosa a la República Socialista Federada Soviètica de Rússia. El Japó va renunciar formalment a la sobirania sobre l'illa segons els termes del Tractat de San Francisco de 1951.
Des de la dissolució de la Unió Soviètica forma part de l'Óblast de Sakhalín, Rússia.